# Manteca (Red Garland)
Manteca è un album di Red Garland, pubblicato dalla Prestige Records nel 1958. Il disco fu registrato l'11 aprile 1958 ad Hackensack, New Jersey (Stati Uniti).

## Tracce
Lato A
1. Manteca – 8:06 (Gil Fuller, Dizzy Gillespie)
2. S'Wonderful – 6:41 (George Gershwin, Ira Gershwin)
3. Lady Be Good – 5:50 (George Gershwin, Ira Gershwin)

Lato B
1. Exactly Like You – 7:09 (Dorothy Fields, Jimmy McHugh)
2. Mort's Report – 12:11 (Red Garland)

Edizione CD del 1990, pubblicato dalla Prestige Records
1. Manteca – 8:06 (Gil Fuller, Dizzy Gillespie)
2. S'Wonderful – 6:41 (George Gershwin, Ira Gershwin)
3. Lady Be Good – 5:50 (George Gershwin, Ira Gershwin)
4. Exactly Like You – 7:09 (Dorothy Fields, Jimmy McHugh)
5. Mort's Report – 12:11 (Red Garland)
6. Portrait of Jenny – 7:18 (J. Russel Robinson, Gordon Burdge)

## Musicisti
- Red Garland - pianoforte
- Paul Chambers - contrabbasso
- Art Taylor - batteria
- Ray Barretto - congas